# Kryptogamen-Flora von Deutschland
Kryptogamen-Flora von Deutschland (abreviado Krypt.-Fl. Deutschland., Moose) es un libro con ilustraciones y descripciones botánicas que fue escrito por el botánico y micólogo alemán Walter Emil Friedrich August Migula. Fue publicado en 17 partes en los años 1901-1904 con el nombre de Kryptogamen-Flora von Deutschland, Deutsch-Österreich und der Schweiz (Flora criptogámica de Alemania, Austria, y Suiza).